# 小行星18125
小行星18125（18125 Brianwilson）是一颗绕太阳运转的小行星，为主小行星带小行星。该小行星于2000年7月22日发现。

## 轨道参数
小行星18125的轨道半长轴为3.1356062 UA，离心率为0.123。